# 日本鋼管福山病院
日本鋼管福山病院（にっぽんこうかんふくやまびょういん）は、医療法人社団日本鋼管福山病院が広島県福山市に設置する病院。2002年（平成14年）4月に現法人によって開設されるまでは、日本鋼管株式会社（現 JFEエンジニアリング）の企業立病院であった（1971年～日本鋼管株式会社福山製鉄所保健センター、1972年～日本鋼管福山病院）。救急告示病院や広島県災害拠点病院（地域災害拠点病院）の指定を受けている。

## 診療科
（この節の出典）
- 内科
- 消化器内科
- 糖尿病内科
- 外科
- 乳腺外科
- 整形外科
- 小児科
- 泌尿器科
- 眼科
- 耳鼻咽喉科
- 皮膚科
- 麻酔科（手術部）
- リハビリテーション科
- 放射線科
- 歯科

## 医療機関の指定・認定
（下表の出典）
| 保険医療機関                                   | 指定小児慢性特定疾病医療機関     |
| 労災保険指定医療機関                           | 原子爆弾被害者一般疾病医療機関   |
| 指定自立支援医療機関（更生医療）               | 災害拠点病院（地域）             |
| 指定自立支援医療機関（精神通院医療）           | 臨床研修病院                     |
| 身体障害者福祉法指定医の配置されている医療機関 | 特定疾患治療研究事業委託医療機関 |
| 生活保護法指定医療機関                         | DPC対象病院                      |
| 結核指定医療機関                               |                                  |

- 救急告示病院（二次救急）[4]
- 広島DMAT指定病院[1]
- 公益財団法人日本医療機能評価機構認定病院[5]
- このほか、各種法令による指定・認定病院であるとともに、各学会の認定施設でもある。

## 交通アクセス
- JR山陽新幹線・山陽本線・福塩線「福山駅」から中国バス「鋼管病院行」又は「鋼管病院経由鋼管町（JFE）行」乗車、「鋼管病院」停留所下車[6]